# Félix Micolta
Félix Andrés Micolta Micolta, noto semplicemente come Félix Micolta (El Charco, 30 novembre 1989), è un calciatore colombiano, centrocampista svincolato.

## Caratteristiche tecniche
È un esterno destro.

## Carriera
Ha trascorso la sua carriera principalmente in Colombia e Messico collezionandovi rispettivamente 144 e 59 presenze. Nel 2014-2015 ha avuto una parentesi in Portogallo, al Marítimo e nel 2019 ha militato in Giappone all'Avispa Fukuoka.